# Parque nacional Montañas Azules
El parque nacional Montañas Azules es un parque nacional en Nueva Gales del Sur (Australia), ubicado a 81 km al oeste de Sídney, en la región de las Montañas Azules de la Gran Cordillera Divisoria. Forma parte de la Región de las Montañas Azules, declarada en 2000 Patrimonio de la Humanidad en Australia según la Unesco.
Su nombre se debe a la gran cantidad de eucaliptos que hay en la zona, que al desprender su aceite al aire producen una bruma azulada.
Es un parque visitado por aproximadamente tres millones de personas cada año. Algunos solo recorren los promontorios de piedra caliza y los bosques azulados. Otros llegan hasta el pico de algunas montañas del valle en bicicleta de montaña siguiendo una red de caminos que datan de la era victoriana.
El parque protege una gran variedad de vegetación. Existen poblaciones de plantas muy raras y antiguas así como de animales aislados, atrapados por las profundas gargantas.
El pueblo más cercano es Katoomba. 

## Atracciones turísticas
- Las Tres Hermanas (The Three Sisters) formación rocosa en el borde del acantilado.
- The Katoomba Scenic Railway, según el Libro Guinness de los Récords, es el riel más empinado del mundo. Originalmente formó parte de la Mina de Katoomba construida entre 1878 y 1900. Los carros guiados por cable descienden 415 metros a través de un túnel de roca, con un gradiente máximo de 52 grados.